# Carlos Ibargüen
Carlos Alberto Ibargüen Hinojosa (Buenaventura, 7 ottobre 1995) è un calciatore colombiano, attaccante del Club de Lyon.

## Carriera

### Club
Cresciuto nelle giovanili del Cortuluá, ha esordito il 2 febbraio 2013 in un match perso 2-0 contro il Tigres FC.

### Nazionale
Nel 2015 con la nazionale Under-20 colombiana ha preso parte al campionato mondiale, disputando due match.

## Statistiche

### Presenze e reti nei club
Statistiche aggiornate al 30 gennaio 2017.
| Stagione        | Squadra                | Campionato      | Campionato | Campionato | Coppe nazionali | Coppe nazionali | Coppe nazionali | Coppe continentali | Coppe continentali | Coppe continentali | Altre coppe | Altre coppe | Altre coppe | Totale | Totale | Totale |
| Stagione        | Squadra                | Comp            | Pres       | Reti       | Comp            | Pres            | Reti            | Comp               | Pres               | Reti               | Comp        | Pres        | Reti        | Pres   | Reti   |        |
| --------------- | ---------------------- | --------------- | ---------- | ---------- | --------------- | --------------- | --------------- | ------------------ | ------------------ | ------------------ | ----------- | ----------- | ----------- | ------ | ------ | ------ |
| 2013            | Cortuluá               | B               | 24         | 4          | CC              | 5               | 0               |                    | -                  | -                  |             | -           | -           | 29     | 4      |        |
| 2014            | Cortuluá               | B               | 20         | 4          | CC              | 5               | 0               |                    | -                  | -                  |             | -           | -           | 25     | 4      |        |
| 2015            | Cortuluá               | A               | 30+2       | 15+0       | CC              | 3               | 5               |                    | -                  | -                  |             | -           | -           | 35     | 20     |        |
| 2016            | Santa Fe               | A               | 10         | 3          | CC              | 0               | 0               | CL                 | 5                  | 2                  |             | -           | -           | 15     | 5      |        |
| 2016            | Independiente Medellín | A               | 4          | 1          | CC              | 0               | 0               | CS                 | 1                  | 1                  |             | -           | -           | 5      | 2      |        |
| 2017            | Independiente Medellín | A               | 1          | 1          | CC              | 0               | 0               |                    | -                  | -                  |             | -           | -           | 1      | 1      |        |
| 2017            | Cortuluá               | A               | 10         | 1          | CC              | 0               | 0               |                    | -                  | -                  |             | -           | -           | 10     | 1      |        |
| Totale carriera | Totale carriera        | Totale carriera | 101        | 29         |                 | 13              | 5               |                    | 6                  | 3                  |             | -           | -           | 120    | 37     |        |

## Palmarès

### Club

#### Competizioni nazionali
- Campionato colombiano: 1

Santa Fe: 2016 (A)